# Alejandro Cintas
Alejandro Cintas Sarmiento (Sorihuela del Guadalimar; 14 de enero de 1926-Madrid; 24 de septiembre de 2017) fue un compositor, letrista y cantaor español.

## Obra
A lo largo de su carrera, Cintas realizó multitud de canciones que llegaron a ser muy populares. Títulos como Mi carro de Manolo Escobar, llegó a ser una de las canciones indispensables en el repertorio del cantante almeriense; La Luna y el toro de Mikaela; Los mandamientos de Perlita de Huelva, Torre de arena de Marifé de Triana, El toro guapo de El Fary, entre otros muchos, son ya temas que pasaron a la historia de la música española y que fueron en su época grandes éxitos. Primo de Los chocolates de Castellar, muchos de ellos heredaron el temple del cante, como son Constantino Garrido Perez, Juan Ramon Garrido Martinez “ el chache “ y Francisco Garrido Martinez “ el polvorinero”

### Citas
1. ↑  «Fallece Alejandro Cintas, letrista de 'Mi carro' y 'La luna y el toro'». NoticiasClave. 25 de septiembre de 2017. Consultado el 27 de septiembre de 2017.
2. ↑  «Fallece nuestro socio Alejandro Cintas autor de la letra de ‘Mi carro’». Sociedad General de Autores y Editores. 25 de septiembre de 2017. Consultado el 27 de septiembre de 2017.
3. ↑  Niño, Alex (2 de junio de 1996). «El dueño de 'Mi carro'». El País. Consultado el 27 de septiembre de 2017.
4. ↑  «Alejandro Cintas». Discogs. Consultado el 27 de septiembre de 2017.